# Dr. David Banner
El Dr. David Bruce Banner es el personaje principal de la serie de televisión The Incredible Hulk, interpretado por Bill Bixby. El personaje aparece en los 82 episodios de la serie (aunque el actor filmó 81) y en las películas post-serie The incredible Hulk Returns, The Trial of the Incredible Hulk y The Incredible Hulk.

## Historia
El Dr. David Banner nació en Trevorton, Colorado, en la primera mitad de la década de 1940. Su padre, D.W. Banner, quería que David se quedara en la granja familiar y lo remplazara algún día. D.W. llegó incluso a decirle qué pagaría los estudios de su hijo en cualquier universidad agrícola que eligiera. Sin embargo, David  siempre había querido ser médico, algo que su familia sabía desde que tenía cinco años, cuando su hermana, Helen, lo sorprendió operando a una de sus muñecas favoritas. David a sus 18 años, tenía aún más incentivos para asistir a la universidad en un lugar lejos de Trevorton (teniendo presente que su objetivo era la facultad de medicina). David había dejado que la ira hacia su padre se acumulasen durante años, pues culpaba a D.W. de la muerte de su madre, Elizabeth, a quien David encontró fallecida en su cama cuando era niño.
David estudió medicina. Su compañera de clase allí fue Elaina Marks, quien más tarde se convirtió en su colega en el Instituto Culver de California, donde se dedicaron a una extensa investigación sobre la fuerza oculta que poseen todos los seres humanos, de la cual se utiliza en promedio un 20%. David también tenía un motivo personal para realizar esta investigación, y es que había perdido a su esposa, Laura Banner, en un accidente automovilístico. Sumado a las entrevistas que realizó hacia personas que pudieron llegar a dicha fuerza en situaciones similares, logró motivar más a David a continuar con la investigación.
Posteriormente, descubrió  que compartía un rasgo con los demás, que era un nivel elevado de adenina-timina en su ADN (de hecho el nivel de adenina-timina de David, era mucho mayor que el del resto), David supo que debía haber una fuerza externa en juego en aquellos otros. Dedujo que dicha fuerza externa eran los estallidos de rayos gamma de la actividad periódica de la superficie del Sol. En un intento por conseguir esa fuerza, David se ató al emisor de radiación del instituto y se administró una dosis de radiación gamma durante 15 segundos. Pero desconocía que la máquina había sido mejorada, por lo que obtuvo una dosis seis veces superior a la que creía máxima.
La dosis masiva se combinó con el nivel atípico de adenina y timina de David, de tal manera que cada vez que experimenta una situación de estrés emocional extremo, las células de su cuerpo lo transforman, dándole una apariencia monstruosa, lo que lo convierte en Hulk. Tras la muerte de Elaina y presuntamente él a manos de la criatura, David comenzó una vida de nómada, donde intentaba buscar una cura para deshacerse del violento espíritu que mora dentro de él.

## Cambio de nombre del personaje
En los comentarios de los DVD, Kenneth Johnson afirmó que el cambio de nombre de Bruce a David, fue para honrar a su hijo David. "Bruce" es el segundo nombre de David Banner, al igual que en los cómics.
- Datos: Q3703118